# Sukawa Body Manufacturing
Sukawa Body Manufacturing war ein japanischer Hersteller von Automobilen und Karosserien.

## Unternehmensgeschichte
Das Unternehmen hatte seinen Sitz in Kyōto. Es existierte von 1951 bis 1958. Hauptsächlich stellte es Karosserien für Nutzfahrzeuge her. Außerdem entstanden in dieser Zeit ein paar Personenkraftwagen.

## Fahrzeuge
Viele der Nutzfahrzeuge dienten zu Werbezwecken. Auf Basis des Toyota SB entstanden Pick-ups. Außerdem zeigt eine Abbildung einen Kombi.